# Hemioplisis quatuormaculata
Hemioplisis quatuormaculata är en fjärilsart som beskrevs av Jean Baptiste Verlot 1837. Hemioplisis quatuormaculata ingår i släktet Hemioplisis och familjen mätare. Inga underarter finns listade i Catalogue of Life.